# Stare Miasto w Opolu

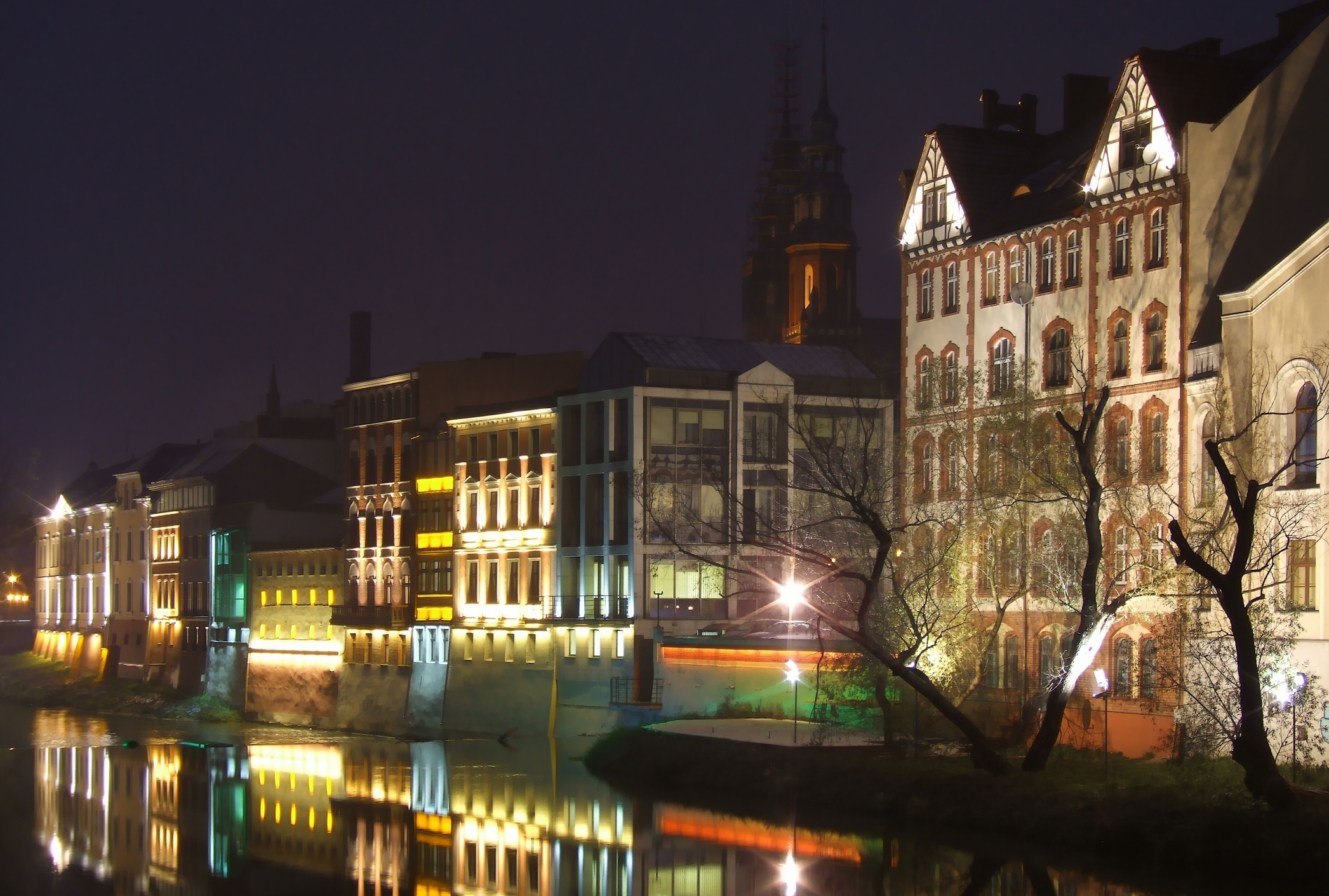
Opolska Wenecja nocą

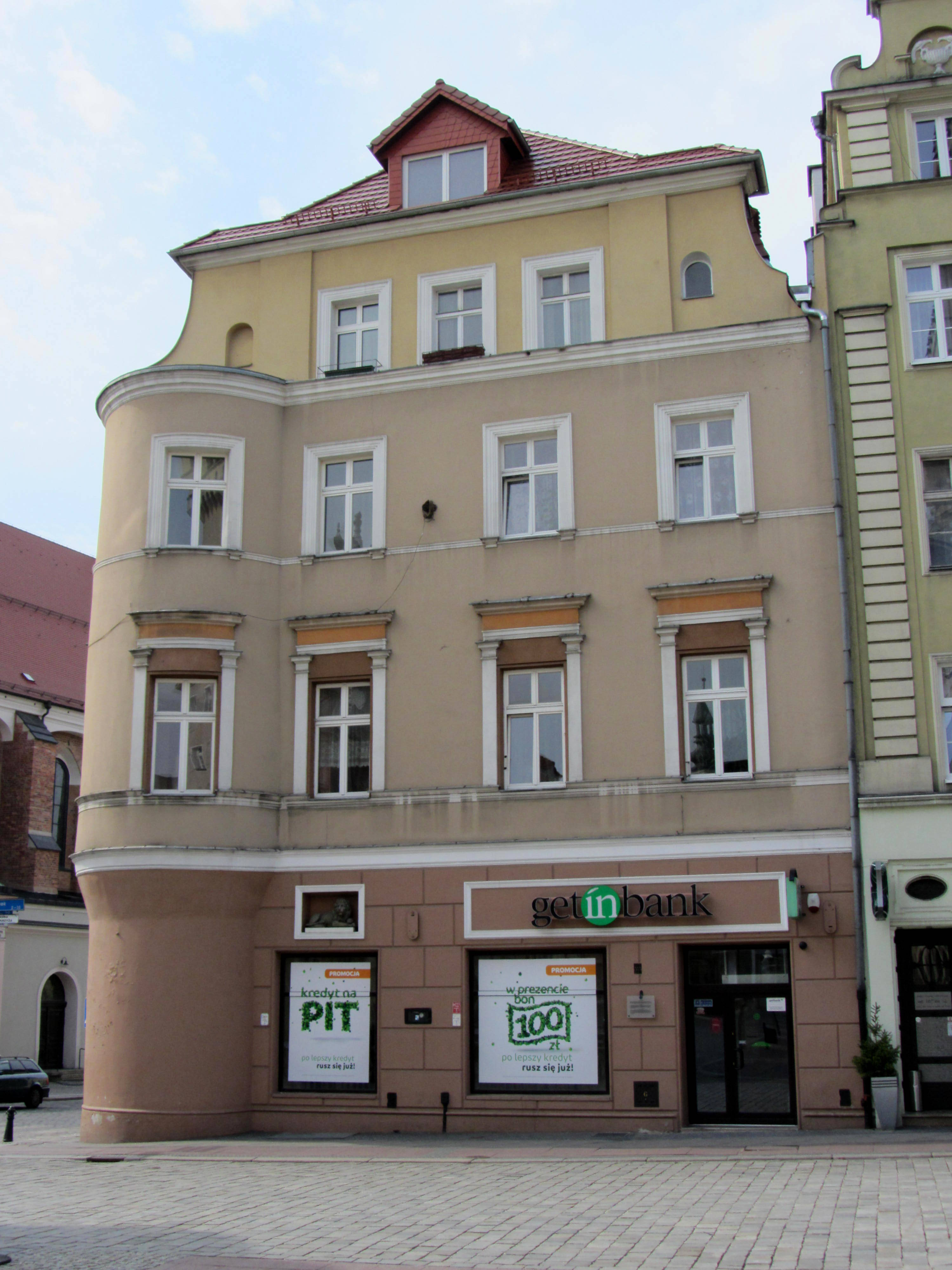
Dom towarowy w Opolu

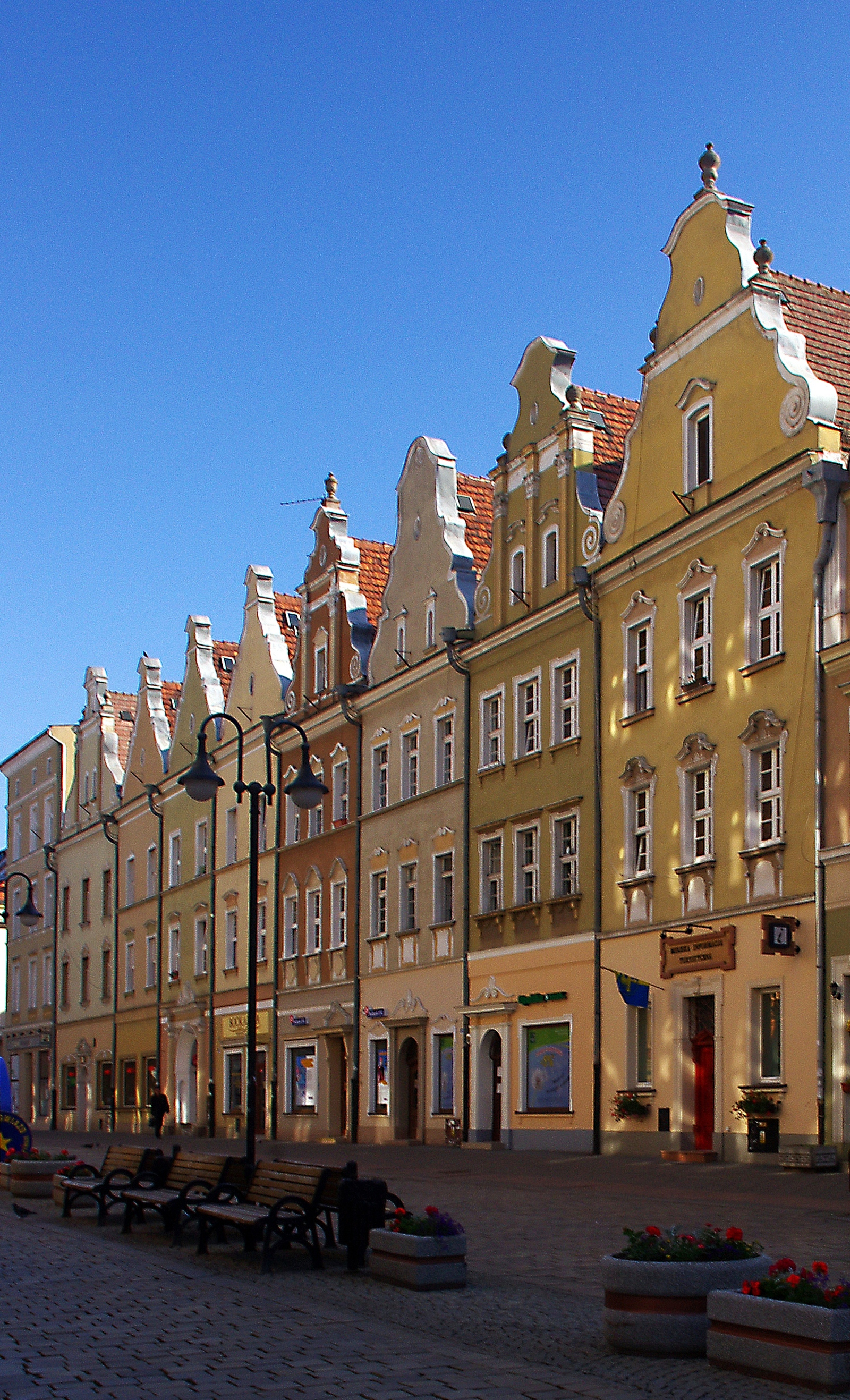
Kamieniczki na Opolskim Rynku

Stare Miasto w Opolu – najstarsza część Śródmieścia w Opolu, posiadająca zachowany średniowieczny układ urbanistyczny.

## Opis
Stare Miasto na początku swojej historii było otaczane obwarowaniami zbudowanymi przez Bolka I. Mury miejskie były wzmocnione za pomocą basztami nazwanymi m.in. 
- Wilk (wznosiła się przy Targu Sukienniczym, czyli na dzisiejszym Małym Rynku)
- Gniazdo (u wylotu ul. Osmańczyka)
- Barbara (przy katedrze św. Krzyża)

Bramy obronne zbudowane w XIII wieku mimo swojego złego stanu przetrwały do XVIII wieku. Kiedy bramy całkowicie przestały stanowić swoje znaczenie i pełniły tylko funkcję murów celnych, przestały one być finansowane przez miała. W 1686 roku wieża Barbary została przeznaczona na budowę więzienia dla kleryków i część cegieł w 1822 roku na odbudowę ratusza.
Stare Miasto było otaczane pięcioma bramami:
- Południowa
- Górska
- Mikołajska
- Zamkowa
- Odrzańska

Szczególne kształty opolskiemu rynkowi zostały nadane średniowieczu. Kamienice murowane zostały wzniesione w miejsce domów drewnianych z powodów częstych pożarów. W wyniku działań wojennych w 1945 roku opolski rynek uległ poważnym zniszczeniom, a część zabytkowych kamienic została zrównana z ziemią. Kamienice, które mniej ucierpiały w wyniku wojny, zostały odbudowane w barokowym stylu
W Starym Mieście znajduje się wiele restauracji, kawiarni i modnych butików, a także Stare Miasto jest miejscem spacerów i spędzania wolnego czasu przez młodzież.

## Granice Starego Miasta
- północ – ul. Katedralna, ul. Łangowskiego
- południe – ul. Mozarta, ul. Sempołowskiej
- wschód – pl. Kopernika, ul. Sienkiewicza
- zachód – Młynówka

## Ważniejsze zabytki
- Kościół katedralny Św. Krzyża
- Kościół Św. Trójcy
- Kościół Św. Sebastiana
- Stara Synagoga
- Ratusz
- Rynek z kamienicami, siedziba banku w miejsce domu towarowego "Ehape"

## Ważniejsze obiekty
- Wyspa Pasieka
- Mury miejskie w Opolu
- Pub Staromiejska

## Ulice i place Starego Miasta
- ul. 1 Maja
- ul. Baldego
- ul. Barlickiego
- ul. Browarna
- ul. Damrota
- pl. Daszyńskiego
- ul. Dubois
- ul. Franciszkańska
- ul. Grunwaldzka
- ul. Katedralna
- ul. Kolegiacka
- ul. Kołłątaja
- ul. Kominka
- ul. Konopnickiej
- ul. Konsularna